# Mähnenkauz
Der Mähnenkauz oder die Mähneneule (Jubula lettii), gelegentlich auch Guinea-Ohreule genannt, ist eine afrikanische Eulenart aus der Familie der Eigentlichen Eulen. 

## Erscheinungsbild
Mit einer Länge von 34 bis 40 Zentimetern und einem Gewicht von etwa 183 Gramm (Männchen) handelt es sich um eine Eule von mittlerer Größe. Ihren Namen hat der Mähnenkauz von den langen, buschigen Federohren, die zusammen mit verlängerten Federn an Kopfseiten und Nacken wie eine Mähne wirken. Damit ähnelt er dem amerikanischen Haubenkauz (Lophostrix cristata), mit dem er aber nicht näher verwandt ist.
Die Oberseite ist rotbraun bis kastanienbraun mit dunkler und heller Zeichnung. Die hellbräunlichen Schulterfedern haben weißliche, dunkel gesäumte Außenfahnen, die tief rotbraunen Flügeldecken dunkle Kritzel, die Schwingen etwa vier dunkle Binden. Der Schwanz ist rotbraun und dunkel gebändert. Die Art hat ein hell rotbraunes, fein dunkelbraun gezeichnetes Gesicht. Auffällig sind der schwarzbraune Kragen im Kontrast zu weißen Augenbrauen und Stirn. Die Augen sind tief gelb bis orangegelb, der Schnabel elfenbeinfarben bis gelb.
Auf der Unterseite ist der Mähnenkauz an der Kehle weißlich, sonst zunächst rötlich braun, zum Bauch hin mehr beige und heller. An der oberen Brust zeigen sich feine weißliche Kritzel, weiter unten markante dunkle Schaftstriche und vertikal verlängerte weiße Flecken. Die Beine besitzen eine mattgelbe Befiederung, die Krallen sind bräunlich hornfarben mit dunkler Spitze.

## Stimme
Der Ruf ist angeblich ein sanftes, heulendes „hu“, dem nach einigen Sekunden ein etwas höheres „hu“ folgt. Dieser Ruf könnte allerdings auch zur Rotrücken-Fischeule gehören, die ebenfalls in Westafrika lebt.

## Verbreitungsgebiet und Lebensraum
Der Mähnenkauz bewohnt Tiefland- und Galeriewälder in Niederguinea von Süd-Kamerun bis zum Kongofluss, im Kongobecken bis zur Mitte der Demokratischen Republik Kongo und, räumlich davon getrennt, in Oberguinea  (Liberia, Elfenbeinküste, Ghana). Oft hält er sich in der Nähe von Flüssen und Seen auf.

## Lebensweise
Er frisst vor allem große Insekten und kleine Wirbeltiere. Ansonsten ist wenig über das Verhalten der Art bekannt.